# Fudbalski klub Crvena zvezda 2023-2024
Questa voce raccoglie le informazioni riguardanti il Fudbalski klub Crvena zvezda nelle competizioni ufficiali della stagione 2023-2024.

## Stagione
- In Superliga la Stella Rossa vince il suo decimo titolo di campione di Serbia, totalizzando 96 punti.
- In Kup Srbije battendo in finale il Vojvodina per 2-1, la squadra di Milojević vince la sua settima coppa nazionale.
- In UEFA Champions League i serbi vengono eliminati alla fase a gironi, classificandosi ultimi.

## Maglie e sponsor
| Casa | Trasferta | Terza divisa |

## Rosa
| N. |                           | Ruolo | Calciatore           |
| -- | ------------------------- | ----- | -------------------- |
| 1  | Serbia (bandiera)         | P     | Zoran Popović        |
| 2  | Serbia (bandiera)         | D     | Kosta Nedeljković    |
| 3  | Australia (bandiera)      | D     | Miloš Degenek        |
| 4  | Montenegro (bandiera)     | C     | Mirko Ivanić         |
| 5  | Serbia (bandiera)         | D     | Uroš Spajić          |
| 6  | Nuova Zelanda (bandiera)  | C     | Marko Stamenic       |
| 7  | Serbia (bandiera)         | C     | Jovan Šljivić        |
| 8  | Gabon (bandiera)          | C     | Guélor Kanga         |
| 9  | Senegal (bandiera)        | A     | Cherif Ndiaye        |
| 10 | Serbia (bandiera)         | C     | Aleksandar Katai     |
| 14 | Nigeria (bandiera)        | A     | Peter Olayinka       |
| 15 | Austria (bandiera)        | D     | Aleksandar Dragović  |
| 17 | Costa d'Avorio (bandiera) | A     | Jean-Philippe Krasso |
| 18 | Israele (bandiera)        | P     | Omri Glazer          |
| 19 | Serbia (bandiera)         | D     | Nemanja Milunović    |
| 22 | Serbia (bandiera)         | C     | Jovan Mijatović      |

| N. |                          | Ruolo | Calciatore           |
| -- | ------------------------ | ----- | -------------------- |
| 23 | Serbia (bandiera)        | D     | Milan Rodić          |
| 24 | Burkina Faso (bandiera)  | D     | Nasser Djiga         |
| 27 | Serbia (bandiera)        | P     | Nikola Vasiljević    |
| 29 | Serbia (bandiera)        | C     | Viktor Radojević     |
| 30 | Ghana (bandiera)         | A     | Osman Bukari         |
| 31 | Serbia (bandiera)        | A     | Uroš Sremčević       |
| 33 | Serbia (bandiera)        | C     | Srđan Mijailović     |
| 37 | Serbia (bandiera)        | C     | Vladimir Lučić       |
| 40 | Serbia (bandiera)        | C     | Jovan Mituljikić     |
| 41 | Serbia (bandiera)        | D     | Nikola Knežević      |
| 44 | Serbia (bandiera)        | D     | Veljko Milosavljević |
| 45 | Serbia (bandiera)        | C     | Nikola Mituljikić    |
| 55 | Serbia (bandiera)        | C     | Andrija Maksimović   |
| 66 | Corea del Sud (bandiera) | C     | Hwang In-beom        |
| 76 | Serbia (bandiera)        | D     | Lazar Nikolić        |
| 77 | Serbia (bandiera)        | P     | Ivan Guteša          |

## Risultati

### Coppa di Serbia
| Arbitro: | Ilić |

|                       |           |                 |
| Ivanić 37’ Spajić 66’ | Marcatori | 90+8’ Vukanović |

### Champions League

#### Fase a gironi
| Arbitro: | Pinheiro |

|                            |           |            |
| Álvarez 47’, 60’ Rodri 73’ | Marcatori | 45’ Bukari |

| Arbitro: | Collum |

|                       |           |                              |
| Ndiaye 35’ Bukari 88’ | Marcatori | 48’ Ugrinic 61’ (rig.) Itten |

| Arbitro: | Sánchez Martínez |

|                              |           |              |
| Raum 12’ Simons 59’ Olmo 84’ | Marcatori | 70’ Stamenic |

| Arbitro: | Orsato |

|                     |           |                      |
| Henrichs 81’ (aut.) | Marcatori | 8’ Simons 77’ Openda |

| Arbitro: | Makkelie |

|                                |           |  |
| Nedeljković 8’ (aut.) Blum 29’ | Marcatori |  |

| Arbitro: | Ağayev |

|                       |           |                                           |
| Hwang 76’ Katai 90+1’ | Marcatori | 19’ Hamilton 62’ Bobb 85’ (rig.) Phillips |